# Primus Classic 2019
La 9.ª edición de la clásica ciclista Primus Classic fue una carrera en Bélgica que se celebró el 21 de septiembre de 2019 sobre un recorrido de 197 kilómetros con inicio en la ciudad de Brakel y final en la ciudad de Haacht.
La carrera formó parte del UCI Europe Tour 2019, dentro de la categoría 1.HC. El vencedor fue el belga Edward Theuns del Trek-Segafredo seguido del alemán Pascal Ackermann del Bora-Hansgrohe y el también belga Jasper De Buyst del Lotto Soudal.

## Equipos participantes
Tomaron parte en la carrera 24 equipos: 6 de categoría UCI WorldTeam; 14 de categoría Profesional Continental; y 4 de categoría Continental. Formando así un pelotón de 153 ciclistas de los que acabaron 117. Los equipos participantes fueron:
| WorldTeams (5)- Katusha-Alpecin - Dimension Data - Team Jumbo-Visma - Deceuninck-Quick Step - Bora-hansgrohe Equipos continentales profesionales (6)- Arkéa-Samsic - Corendon-Circus - Cofidis, Solutions Crédits - Delko-Marseille Provence - Wallonie Bruxelles - Israel Cycling Academy |
| |

## Clasificación final
- Las clasificaciones finalizaron de la siguiente forma:[4]

| \| Clasificación general \| Clasificación general \| Clasificación general \| Clasificación general \| Clasificación general \| \| Ciclista \| Ciclista \| Equipo \| Tiempo \| \| \| --------------------- \| --------------------- \| -------------------------- \| --------------------- \| --------------------- \| \| 1.º \| Edward Theuns \| Trek-Segafredo \| 4 h 36 min 42 s \| \| \| 2.º \| Pascal Ackermann \| Bora-Hansgrohe \| + 0 s \| \| \| 3.º \| Jasper De Buyst \| Lotto-Soudal \| + 0 s \| \| \| 4.º \| Dylan Groenewegen \| Team Jumbo-Visma \| + 0 s \| \| \| 5.º \| Timothy Dupont \| Wanty-Gobert \| + 0 s \| \| \| 6.º \| Jakub Mareczko \| CCC Team \| + 0 s \| \| \| 7.º \| Greg Van Avermaet \| CCC Team \| + 0 s \| \| \| 8.º \| Giacomo Nizzolo \| Dimension Data \| + 0 s \| \| \| 9.º \| Mike Teunissen \| Team Jumbo-Visma \| + 0 s \| \| \| 10.º \| Cyril Lemoine \| Cofidis, Solutions Crédits \| + 0 s \| \| |                   |                            |                 |
| |                   |                            |                 |
| Fuente: ProCyclingStats |                   |                            |                 |
| Clasificación general |                   |                            |                 |
| Ciclista | Ciclista          | Equipo                     | Tiempo          |
| 1.º | Edward Theuns     | Trek-Segafredo             | 4 h 36 min 42 s |
| 2.º | Pascal Ackermann  | Bora-Hansgrohe             | + 0 s           |
| 3.º | Jasper De Buyst   | Lotto-Soudal               | + 0 s           |
| 4.º | Dylan Groenewegen | Team Jumbo-Visma           | + 0 s           |
| 5.º | Timothy Dupont    | Wanty-Gobert               | + 0 s           |
| 6.º | Jakub Mareczko    | CCC Team                   | + 0 s           |
| 7.º | Greg Van Avermaet | CCC Team                   | + 0 s           |
| 8.º | Giacomo Nizzolo   | Dimension Data             | + 0 s           |
| 9.º | Mike Teunissen    | Team Jumbo-Visma           | + 0 s           |
| 10.º | Cyril Lemoine     | Cofidis, Solutions Crédits | + 0 s           |

## UCI World Ranking
La Primus Classic otorgó puntos para el UCI Europe Tour 2019 y el UCI World Ranking, este último para corredores de los equipos en las categorías UCI WorldTeam, Profesional Continental y Equipos Continentales. Las siguientes tablas son el baremo de puntuación y los 10 corredores que obtuvieron más puntos:
| Posición              | 1.º | 2.º | 3.º | 4.º | 5.º | 6.º | 7.º | 8.º | 9.º | 10.º | 11.º | 12.º | 13.º | 14.º | 15.º | 16.º-30.º | 31.º-40.º |
| Clasificación general | 200 | 150 | 125 | 100 | 85  | 70  | 60  | 50  | 40  | 35   | 30   | 25   | 20   | 15   | 10   | 5         | 3         |

| Clasificación |                   |                            |         |
| Posición      | Ciclista          | Equipo                     | General |
| ------------- | ----------------- | -------------------------- | ------- |
| 1.º           | Edward Theuns     | Trek-Segafredo             | 200     |
| 2.º           | Pascal Ackermann  | Bora-Hansgrohe             | 150     |
| 3.º           | Jasper De Buyst   | Lotto Soudal               | 125     |
| 4.º           | Dylan Groenewegen | Jumbo-Visma                | 100     |
| 5.º           | Timothy Dupont    | Wanty-Gobert               | 85      |
| 6.º           | Jakub Mareczko    | CCC                        | 70      |
| 7.º           | Greg Van Avermaet | CCC                        | 60      |
| 8.º           | Giacomo Nizzolo   | Dimension Data             | 50      |
| 9.º           | Mike Teunissen    | Jumbo-Visma                | 40      |
| 10.º          | Cyril Lemoine     | Cofidis, Solutions Crédits | 35      |